# Clausena hirta
Clausena hirta är en vinruteväxtart som beskrevs av Henry Nicholas Ridley. Clausena hirta ingår i släktet Clausena och familjen vinruteväxter. Inga underarter finns listade i Catalogue of Life.